# Helicopacris luteomaculata
Helicopacris luteomaculata är en insektsart som beskrevs av Marius Descamps 1978. Helicopacris luteomaculata ingår i släktet Helicopacris och familjen Romaleidae. Inga underarter finns listade i Catalogue of Life.